# Розенмунд, Карл Вильгельм
Карл Вильгельм Розенмунд (нем. Karl Wilhelm Rosenmund; 15 декабря 1884, Берлин — 1965, Киль) — немецкий химик. 
Розенмунд учил химию в Берлине и защитил свою докторскую в 1906 году у Дильса. Работал в фармацевтическом институте при Университете Берлина, позднее в фармацевтическом институте при Университете Киля. Он исследовал восстановление хлорангидридов карбоновых кислот до альдегидов на палладии, известное как реакция Розенмунда-Зайцева. 
Также им были исследованы превращения ароматических галогенидов. Замещение брома в арилбромидах на циано-группу с помощью цианида меди известно как реакция Розенмунда-Брауна.

## Труды
1. Karl W. Rosenmund, Erich Struck, Berichte der deutschen chemischen Gesellschaft, 1919, 52, 8, 1749-1756.
2. Karl W. Rosenmund, Berichte der deutschen chemischen Gesellschaft, 1918, 51, 1,  585-593.